# Molly Cramer

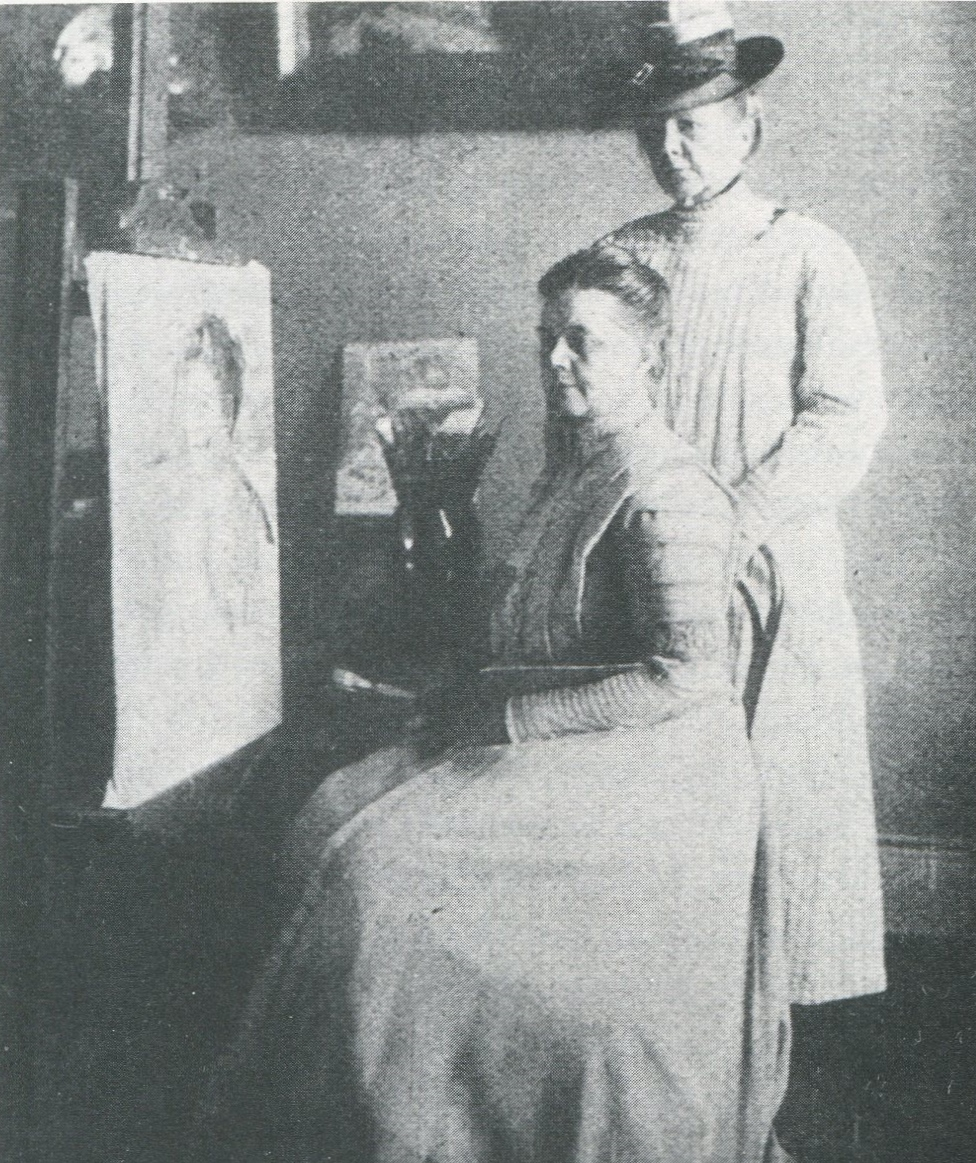
Molly und Helene Cramer um 1900

Molly Cramer (* 25. Juni 1852 in Hamburg; † 18. Januar 1936 ebenda) war eine Blumen-, Landschafts- und Porträtmalerin. Geschult in der altholländischen Tradition, wandte sie sich in späteren Jahren dem Impressionismus zu.

## Leben
Molly Cramer stammte aus einer wohlhabenden Hamburger Kaufmannsfamilie. Eine Ausbildung als Malerin konnte sie – zusammen mit ihrer Schwester, der Malerin Helene Cramer – erst 1882 beginnen, nach dem Tod des Vaters. Ihr erster Lehrer war der Hamburger Zeichner Theobald Riefesell, es folgten die Maler Carl Rodeck und Hinrich Wrage. 1890 ging sie nach Antwerpen zu Eugène Joors, der sie in der Tradition der holländischen Schule unterrichtete. Vorrangig malte sie bei ihm Blumenstillleben.
Zurück in Hamburg, erwarb sie die Anerkennung des Kunsthallendirektors Alfred Lichtwark als Blumen- und Fruchtmalerin. Ganz in seinem Sinne beschäftigte sie sich vorwiegend mit der heimischen Flora, anstatt das zur leeren Formel gewordene Makartbouquet zu reproduzieren.
Ab 1898 wandte sich die Künstlerin neuen Themen zu und arbeitete an Landschafts- und Portraitdarstellungen. Stilistisch beschäftigte sie sich nun mit dem Impressionismus. Dennoch blieb das Blumenstillleben der Schwerpunkt ihres Schaffens.
Durch die Vermittlung Lichtwarks lernte sie die jüngeren Hamburger Maler wie Ernst Eitner, Arthur Illies und Paul Kayser kennen, die sich zum Hamburgischen Künstlerclub von 1897 zusammenschlossen. Beide Schwestern Cramer stellten im Anschluss mit ihnen aus, traten aber der Künstlervereinigung nicht bei.

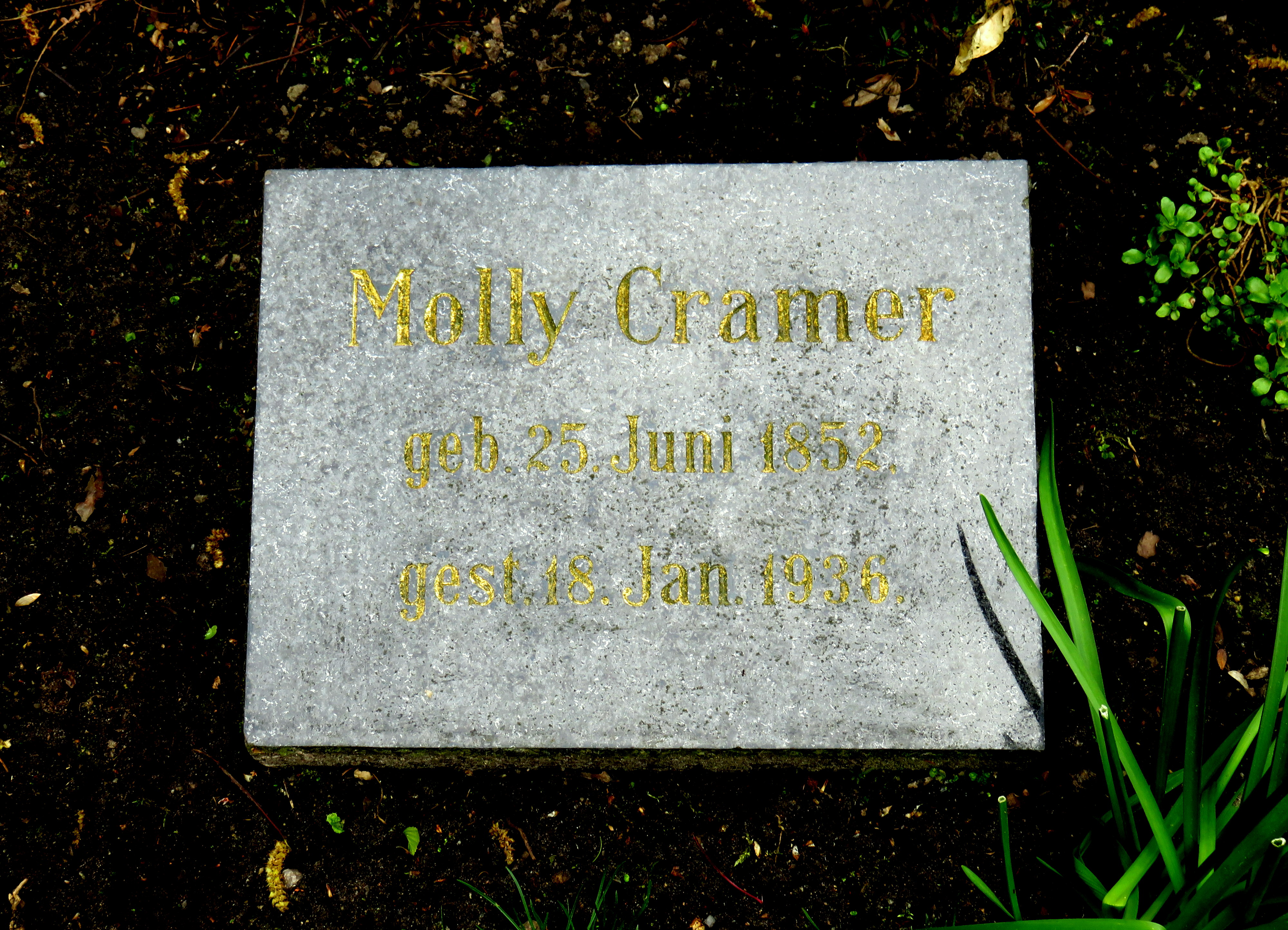
Grabstein im
Garten der Frauen auf dem Friedhof Ohlsdorf

Im Gegenzug entwickelte sich das Haus der Cramers zum Treffpunkt von Künstlern und Kunstfreunden. Darüber hinaus förderte Molly Cramer junge Maler, indem sie ihre Werke kaufte und Ernst Eitner auch Studienreisen finanzierte.
Molly Cramers Werke waren regelmäßig auf den bedeutenden deutschen Ausstellungen, wie etwa im Glaspalast München und den Großen Berliner Kunstausstellungen, zu sehen. In Berlin stellte sie zwischen 1893 und 1908 jährlich und stets gemeinsam mit ihrer Schwester Helene aus. Weiterhin hatte die Künstlerin Ausstellungen unter anderem in Moskau, Budapest, London und Chicago.
Vier Jahre nach Helenes Tod trat sie 1920 der Hamburgischen Künstlerschaft bei. Gegen Ende ihres Lebens musste sie einen sinkenden Lebensstandard hinnehmen, so dass sie gezwungen war, Gemälde aus ihrer Sammlung zu verkaufen. Sie wohnte schließlich bei einer jüngeren Verwandten und starb am 18. Januar 1936 in Hamburg.
Die Grabsteine von Helene und Molly Cramer stehen im Garten der Frauen auf dem Hamburger Friedhof Ohlsdorf.

## Werke (Auswahl)
Goldlack und Primeln, 1899, Öl auf Leinwand (Kaiser Wilhelm Museum Krefeld)

Dünen auf Sylt
Birkenallee im Frühling
Stillleben mit Weintrauben

Große Berliner Kunstausstellung
- 1893 Fruchtstück; Stillleben
- 1894 Stillleben
- 1895 Pfirsiche und Trauben
- 1896 Trauben und Pfirsich
- 1897 Trauben und Citronen
- 1899 Stillleben
- 1907 Cinerarien
- 1908 Im Fruchtgarten in Mölln

Glaspalast München
- 1889 Fruchtstück
- 1891 Fruchtstück; Orangen und Anemonen
- 1892 Orangen
- 1894 Hummer; Erdbeeren
- 1895 Erdbeerbowle; Cinerarien
- 1896 Cinerarien; Tulpen und Anemonen
- 1898 Am Atelierfenster
- 1902 Bildnis ihrer Mutter

Neben diesen Ausstellungen waren ihre Werke auch zu sehen:
- 1893 Chicago World’s Fair and Exposition (Weltausstellung) – German Women Painters: Früchte; Pfirsiche[3][4]
- 1900 Woman’s Exhibition, Earl’s Court, London, S.W.: Citronen; Thro the Forest; Portraet meiner Mutter; Strand bei Prerow; Trauben am Fenster; Himbeeren[5]